# Автошлях Т 2210
Автошлях Т2210 — автомобільний шлях місцевого значення довжиною 48,2 км, що проходить через Каховський та Олешківський район через Привітне — Брилівку — Чорнянку — Стару Маячку — Нову Каховку.